# Erovete Peak
Der Erovete Peak (englisch; bulgarisch връх Еровете wrach Erowete) ist ein 1300 m hoher und felsiger Berg an der Loubet-Küste des Grahamlands im Norden der Antarktischen Halbinsel. An der Westküste der Pernik-Halbinsel ragt er 4,6 km südlich des Zhelev Peak, 12,2 km nordnordwestlich des Armula Peak, 14 km ostnordöstlich des Bartholin Peak und 15,6 km südöstlich des Hooke Point auf. Seine steilen West- und Südosthänge sind teilweise unvereist. Der Lallemand-Fjord liegt westlich, der Haefeli-Gletscher südöstlich sowie die unteren Abschnitte des Finsterwalder- und des Sharp-Gletschers südlich von ihm.
Britische Wissenschaftler kartierten ihn 1978. Die bulgarische Kommission für Antarktische Geographische Namen benannte ihn 2016 nach der Ortschaft Erowete im Süden Bulgariens.